# كهف كونغور الجليدي
كهف كونغور الجليدي هو كهف كارست يقع في جبال الأورال، بالقرب من بلدة كونغور في بيرم كراي، روسيا، على الضفة اليمنى لنهر سيلفا. يشتهر الكهف بتشكيلاته الجليدية وهو معلم سياحي شهير.

## معرض الصور

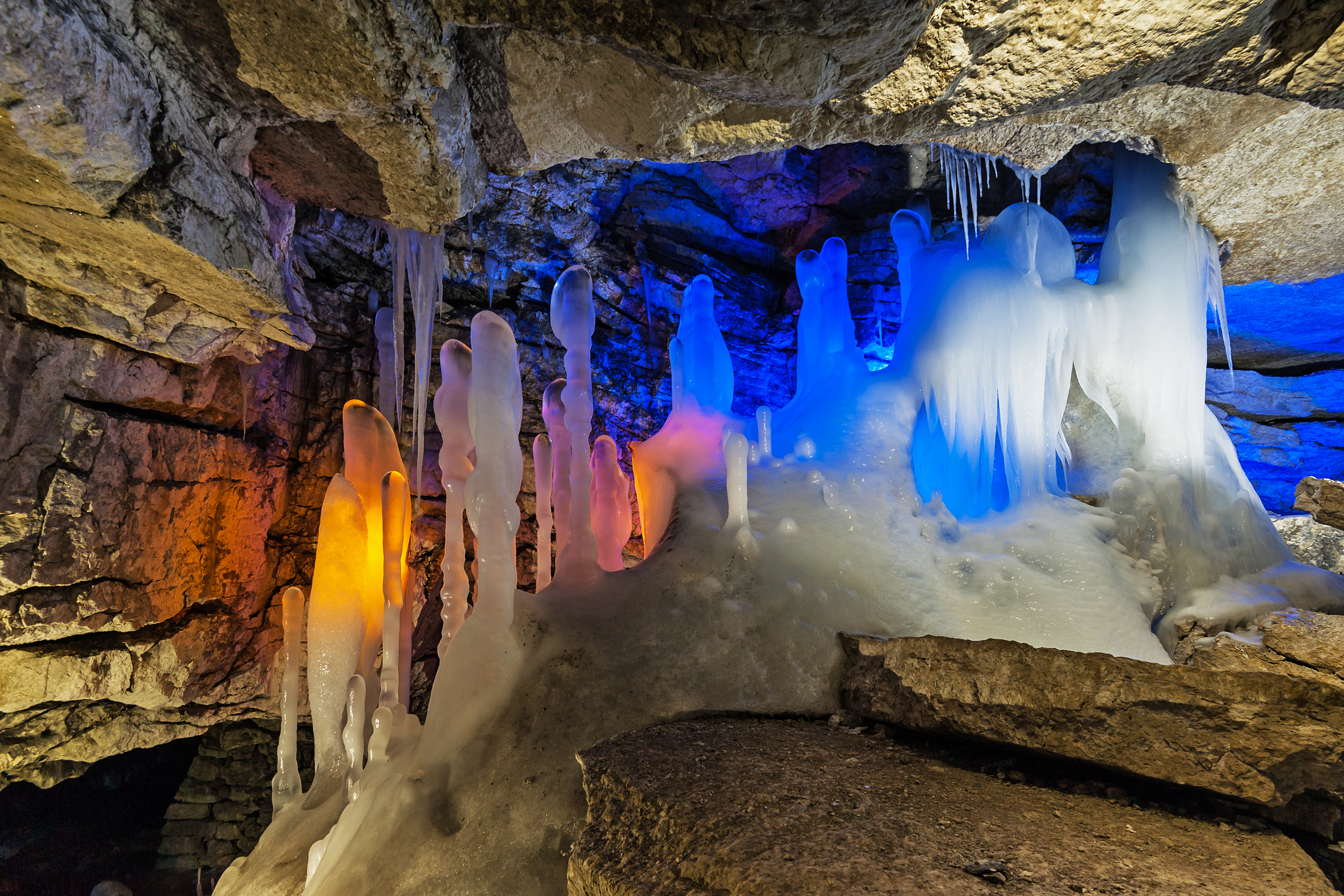
التكوينات الجليدية في الشتاء
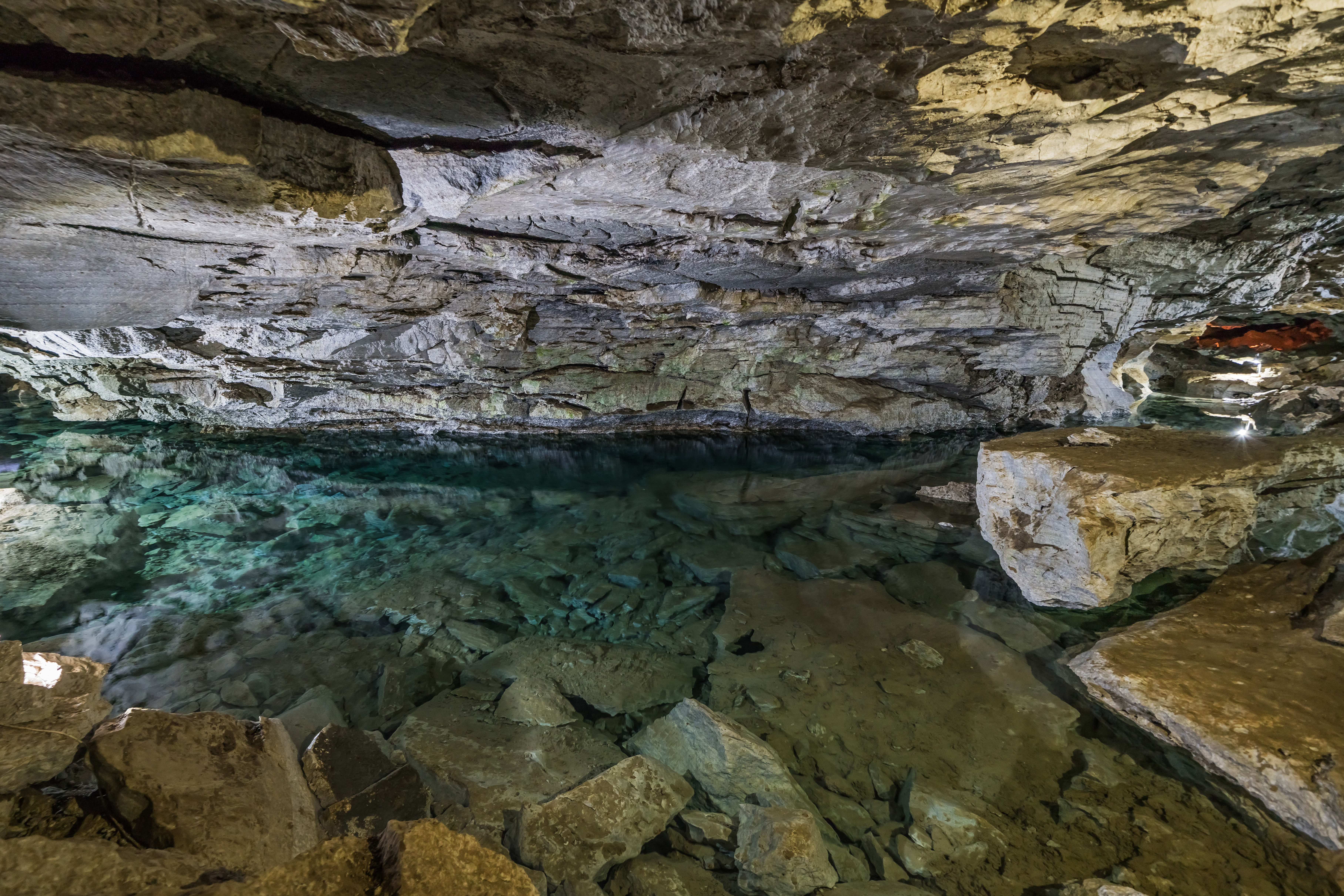
الكهف الطويل: بحيرة تحت الأرض
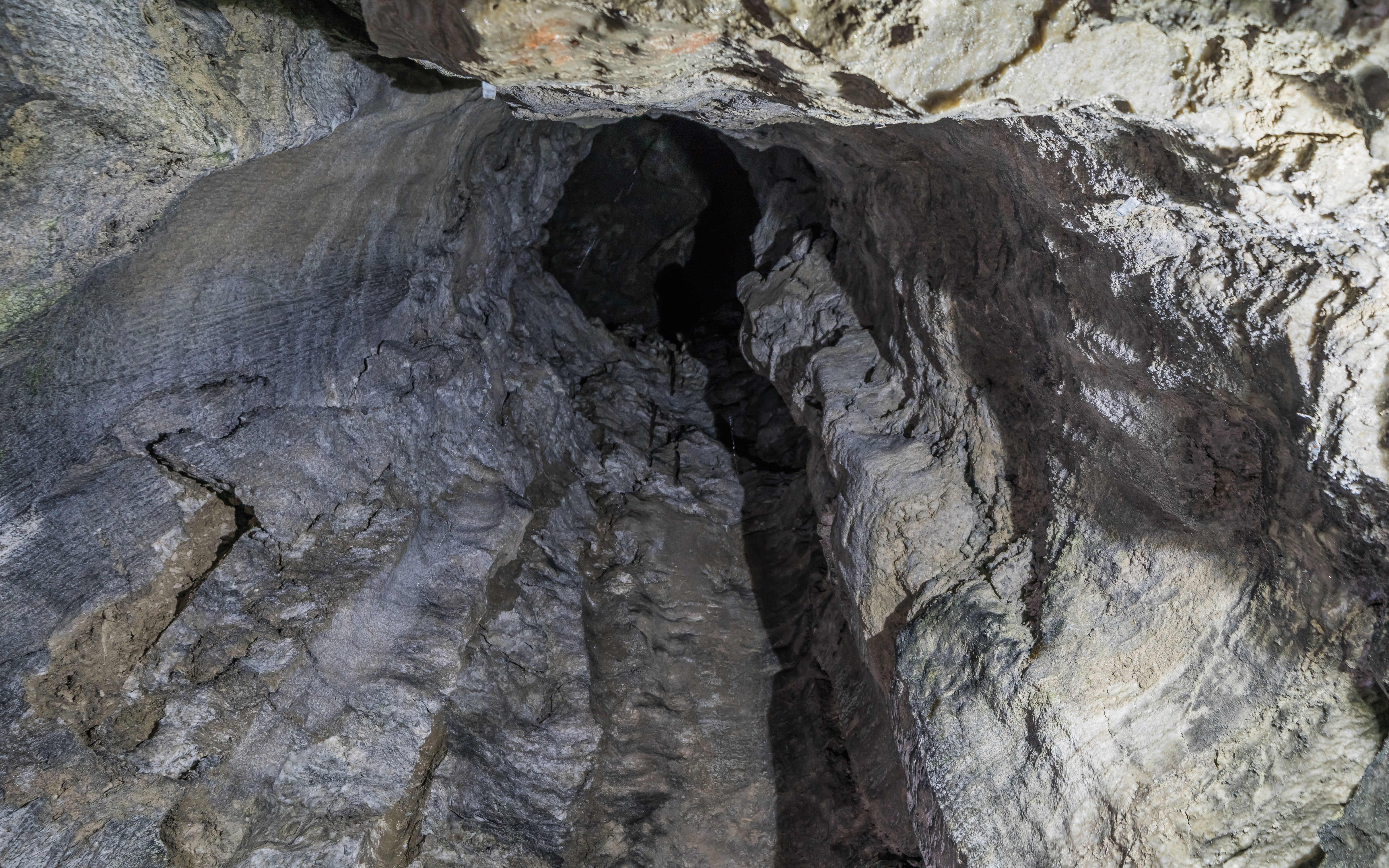
الكهف الأثيري: تشكيل عمودي "الأنبوب العضوي"
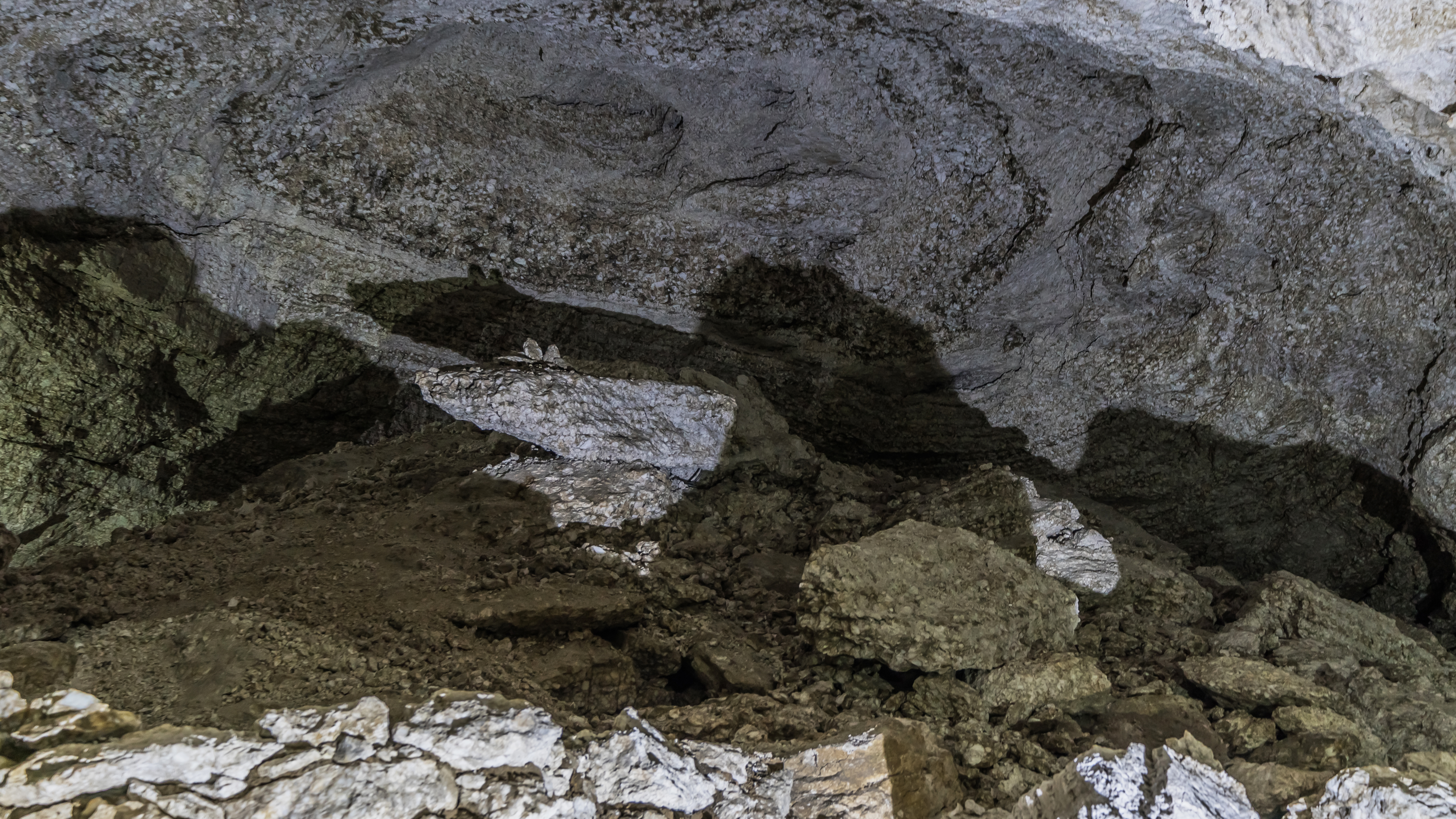
مغارة البرج: تشكيل يشبه الفأر
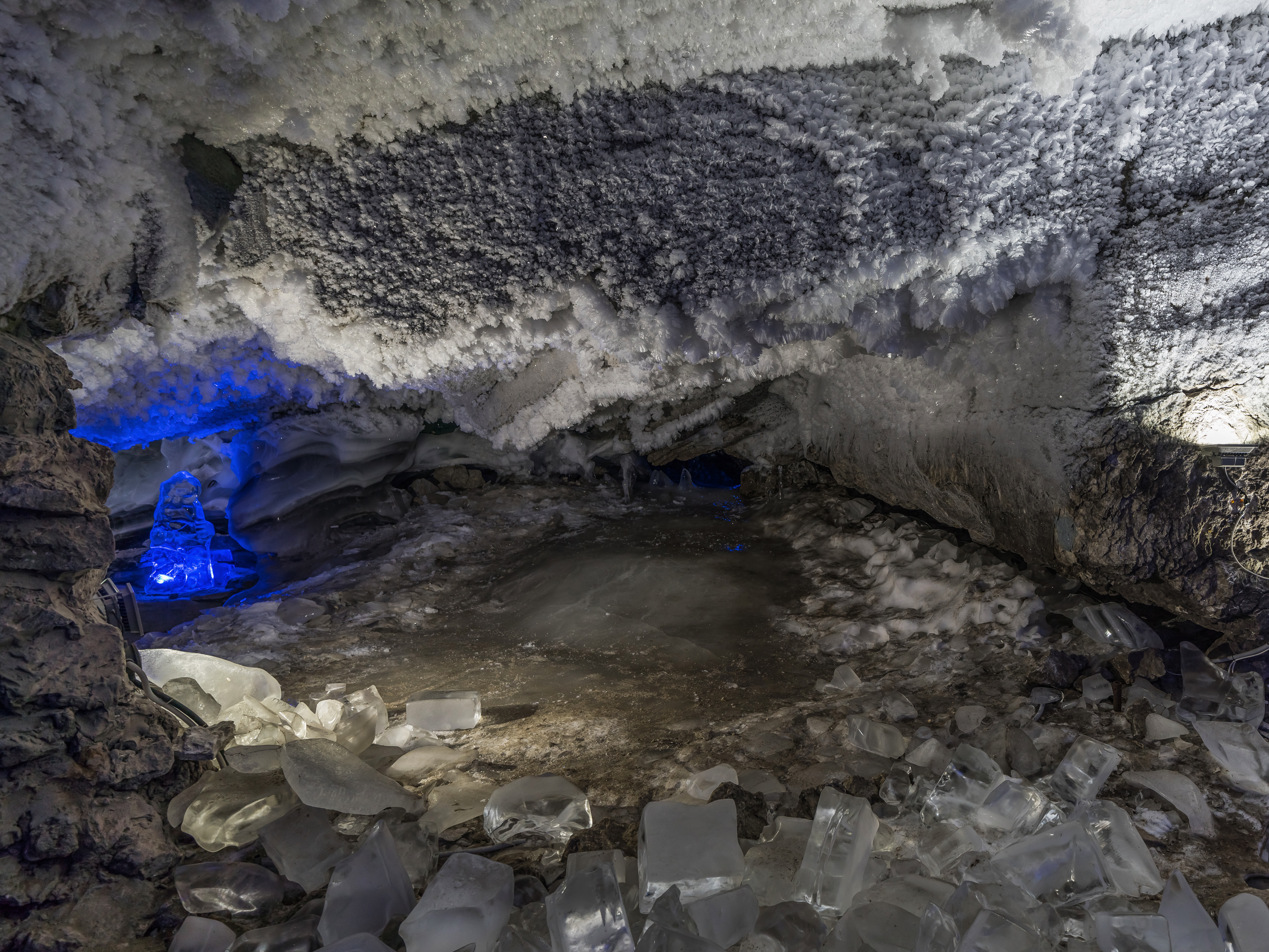
الكهف الماسي: صقيع ورقاقات ثلجية حتى خلال فصل الصيف
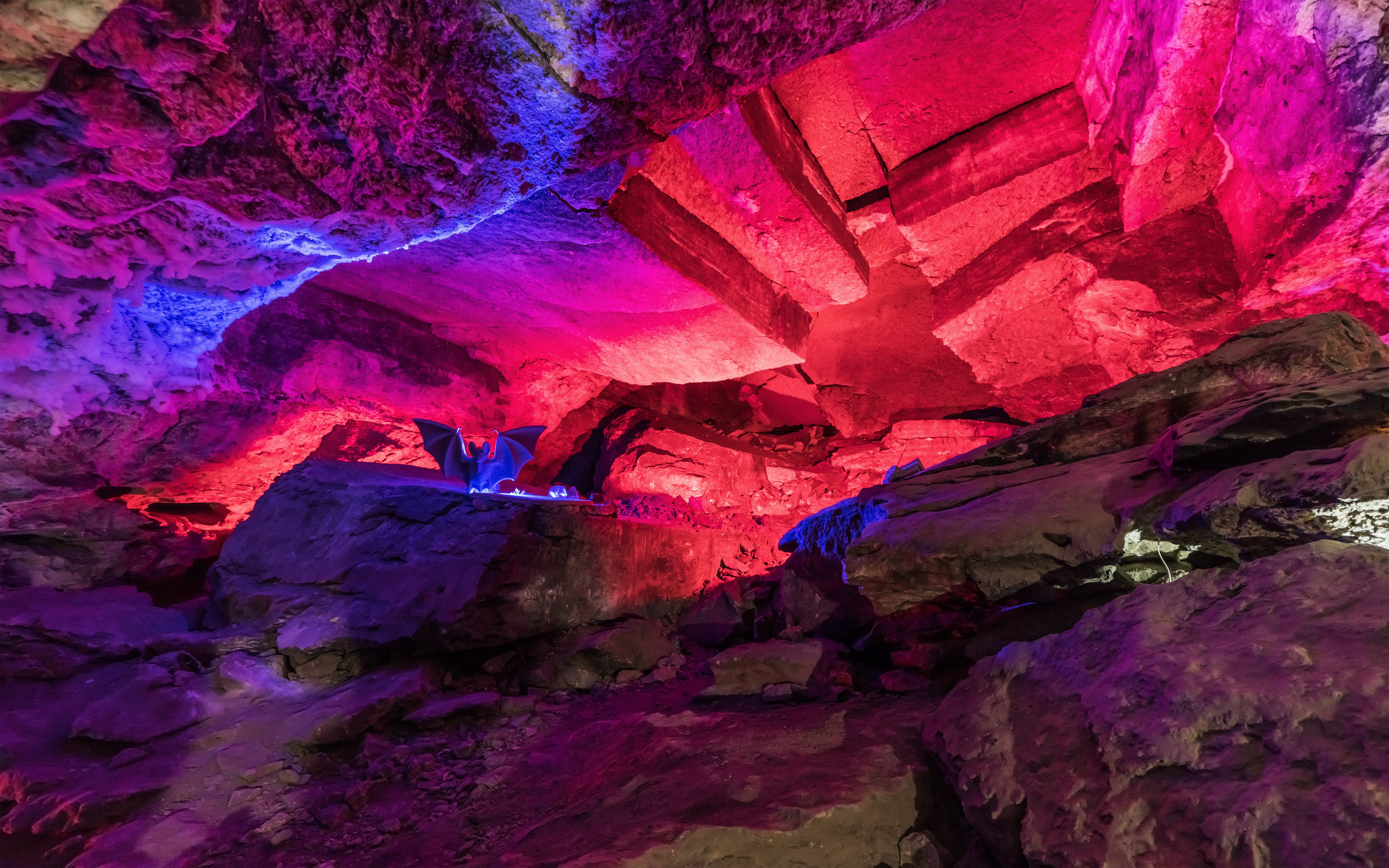
مغارة دانتي: "كتل أسقف" طبيعية

## وصلات خارجية
- Official site of Kungur ice cave